# Кэтрвуд, Андреа
Андреа́ Кэ́трин Кэ́трвуд (англ. Andrea Catherine Catherwood; 27 ноября 1967, Белфаст, Антрим, Северная Ирландия, Великобритания) — ирландская журналистка и телеведущая.

## Биография
Андреа Кэтрин Кэтрвуд родилась 27 ноября 1967 года в Белфасте (графство Антрим, Северная Ирландия, Великобритания) в семье журналистки Эдриенн МакГилл.

## Карьера
В 2006 году она должна была появиться в «The X Factor: Battle of the Stars» и петь вместе с Джеймсом Хьюиттом, но руководители «ITV» отказались дать ей разрешение на появление в шоу.
Кэтрвуд покинула «ITV News» в сентябре 2006 года, после чего она перешла на «The Sunday Edition», новое политическое шоу «ITV» с Эндрю Ронсли. Шоу было закрыто в ноябре 2007 года.
В октябре 2009 года было объявлено, что Кэтрвуд станет одним из основных докладчиков на «Bloomberg Television» в рамках возобновления новостной станции. В марте 2012 года покинула шоу.

## Личная жизнь
С 28 сентября 2002 года Андреа замужем за юристом Грэйем Смитом. У супругов есть три сына: Финн Гарри Кэтрвуд Смит (род.09.02.2004) и близнецы Джаго Смит и Руари Смит (род.24.08.2005).